# Dendrocincla turdina
A Dendrocincla turdina a madarak (Aves) osztályának verébalakúak (Passeriformes) rendjébe, valamint a fazekasmadár-félék (Furnariidae) családjába és a fahágóformák (Dendrocolaptinae) alcsaládjába tartozó faj.

## Rendszerezése
A fajt Martin Hinrich Carl Lichtenstein német zoológus írta le 1863-ban, a Dendrocolaptes nembe Dendrocolaptes turdinus néven. Egyes szervezetek a füstös harkályrigó (Dendrocincla fuliginosa) alfajaként sorolják be Dendrocincla fuliginosa turdina néven.

## Előfordulása
Argentína, Brazília és Paraguay területén honos.  Természetes élőhelyei a szubtrópusi vagy trópusi száraz redők, mocsári erdők, síkvidéki és hegyi esőerdők, valamint ültetvények és másodlagos erdők. Állandó, nem vonuló faj.

## Megjelenése
Testhossza 21 centiméter, testtömege 29-45 gramm.
|  |

## Természetvédelmi helyzete
Az elterjedési területe rendkívül nagy, egyedszáma ugyan csökken, de még nem éri el a kritikus szintet. A Természetvédelmi Világszövetség Vörös listáján nem fenyegetett fajként szerepel.